# John Madden (allenatore di football americano)
John Earl Madden (Austin, 10 aprile 1936 – Pleasanton, 28 dicembre 2021) è stato un allenatore di football americano e telecronista sportivo statunitense.
È stato inserito nella Pro Football Hall of Fame per i meriti come capo-allenatore degli Oakland Raiders nel 2006.
A suo nome è stato intitolato il trofeo Madden Most Valuable Protector Award.

## Carriera
Madden fu scelto nel corso del 21º giro del Draft NFL 1958 (244º assoluto) dai Philadelphia Eagles ma un infortunio al ginocchio subito nel training camp dell'anno successivo chiuse la sua carriera da giocatore senza essere mai sceso in campo. Dopo avere allenato i linebacker degli Oakland Raiders nel 1967 e 1968, nel 1969 fu promosso al ruolo di capo-allenatore, che svolse fino al 1978. Coi Raiders vinse il Super Bowl XI nel 1976 battendo i Minnesota Vikings per 32-14. In dieci stagioni come capo-allenatore, Madden non ebbe mai un solo record negativo nella stagione regolare e raggiunse i playoff in ogni stagione tranne due. In seguito divenne un commentatore televisivo, venendo considerato uno dei migliori analisti sportivi delle partite NFL.
Dopo anni trascorsi come commentatore del Monday Night Football alla ABC, nel 2006 passò assieme ad Al Michaels alla NBC, dove ha proseguito nella sua carriera di commentatore con il Sunday Night Football, fino al termine della stagione 2008. Il 16 aprile 2009 annunciò il suo ritiro come commentatore, lasciando il suo posto a Cris Collinsworth.
John Madden dà la sua voce, la sua personalità e il suo nome ad una serie di videogiochi di football americano prodotta annualmente dal 1988 dalla EA Sports, Madden NFL.

## Palmarès
- Super Bowl : 1

Oakland Raiders: Super Bowl XI
- American Football Conference Championship: 1

Oakland Raiders: 1976
- AFC West division: 7

Oakland Raiders: 1969 (come AFL Western), 1970, 1972, 1973, 1974, 1975, 1976
- Pro Football Hall of Fame (Classe del 2006)

## Record come capo-allenatore
| Squadra | Anno   | Stagione regolare | Stagione regolare | Stagione regolare | Stagione regolare | Stagione regolare    | Playoff | Playoff | Playoff | Playoff                                                          |
| Squadra | Anno   | V                 | S                 | P                 | %V                | Division             | V       | S       | %V      | Risultato                                                        |
| ------- | ------ | ----------------- | ----------------- | ----------------- | ----------------- | -------------------- | ------- | ------- | ------- | ---------------------------------------------------------------- |
| OAK     | 1969   | 12                | 1                 | 1                 | .923              | 1º nella AFL Western | 1       | 1       | .500    | Sconfitta coi Kansas City Chiefs nella finale del campionato AFL |
| OAK     | 1970   | 8                 | 4                 | 2                 | .667              | 1º nella AFC West    | 1       | 1       | .500    | Sconfitta coi Baltimore Colts nella finale della AFC             |
| OAK     | 1971   | 8                 | 4                 | 2                 | .667              | 2º nella AFC West    | –       | –       | –       | –                                                                |
| OAK     | 1972   | 10                | 3                 | 1                 | .750              | 1º nella AFC West    | 0       | 1       | .000    | Sconfitta coi Pittsburgh Steelers nel Divisional Round           |
| OAK     | 1973   | 9                 | 4                 | 1                 | .679              | 1º nella AFC West    | 1       | 1       | .500    | Sconfitta coi Miami Dolphins nella finale della AFC              |
| OAK     | 1974   | 12                | 2                 | 0                 | .857              | 1º nella AFC West    | 1       | 1       | .500    | Sconfitta coi Pittsburgh Steelers nella finale della AFC         |
| OAK     | 1975   | 11                | 3                 | 0                 | .786              | 1º nella AFC West    | 1       | 1       | .500    | Sconfitta coi Pittsburgh Steelers nella finale della AFC         |
| OAK     | 1976   | 13                | 1                 | 0                 | .929              | 1º nella AFC West    | 3       | 0       | 1.000   | Vittoria del Super Bowl XI                                       |
| OAK     | 1977   | 11                | 3                 | 0                 | .786              | 2º nella AFC West    | 1       | 1       | .500    | Sconfitta coi Denver Broncos nella finale della AFC              |
| OAK     | 1978   | 9                 | 7                 | 0                 | .541              | 2º nella AFC West    | –       | –       | –       | –                                                                |
| Totale  | Totale | 103               | 32                | 7                 | .763              |                      | 9       | 7       | .563    |                                                                  |